# Basiglio
Basiglio est une commune italienne d'environ 8 000 habitants située dans la ville métropolitaine de Milan, dans la région de la Lombardie, dans le Nord de l'Italie.

## Administration
| Période                                  | Période | Identité | Étiquette | Qualité |
| ---------------------------------------- | ------- | -------- | --------- | ------- |
|                                          |         |          |           |         |
| Les données manquantes sont à compléter. |         |          |           |         |

### Frazione
Milano 3, Cascina Vione, Cascina Colombaia.

### Communes limitrophes
Zibido San Giacomo, Rozzano, Pieve Emanuele, Lacchiarella.